# Mondoro
Mondoro est une commune du Mali, dans le cercle de Douentza et la région de Mopti.

## Événements
- 24 juillet 2014 : le vol AH 5017, assurant la liaison régulière de la compagnie aérienne Air Algérie entre Ouagadougou et Alger, s'écrase avec 116 personnes à son bord près de Boulekessi, dans la commune de Mondoro.